# Bosquerola emmascarada tropical
La bosquerola emmascarada tropical (Geothlypis aequinoctialis) és un ocell de la família dels parúlids (Parulidae).

## Hàbitat i distribució
Habita zones d'aiguamolls i sabanes de Sud-amèrica, des de Veneçuela i Colòmbia fins al nord de l'Amazònia de Brasil i l'illa Trinidad.